# Hermann Krabbo
Hermann Krabbo (* 23. Februar 1875 in Hamburg; † 9. Juli 1928 in Jena) war ein deutscher Archivar, Historiker und Hochschullehrer. Als wissenschaftliches Hauptwerk des langjährigen Archivars am Geheimen Staatsarchiv Preußischer Kulturbesitz in Berlin gelten die Regesten der Markgrafen von Brandenburg aus askanischem Hause.

## Leben

### Ausbildung und Werdegang
Hermann Krabbo wuchs in Hamburg als Sohn eines Kaufmanns auf und besuchte dort die Vorschule des Bieberschen Realgymnasiums. Das Abitur legte er 1894 an der Gelehrtenschule des Johanneums ab. Nachdem er zu Beginn Jura studiert hatte, wechselte er zur Geschichte. Sein erstes Semester verbrachte er an der Universität Genf, anschließend war er für je zwei Semester in Tübingen und Marburg. Im September 1896 ging er an die Friedrich-Wilhelms-Universität in Berlin, an der er 1901 promoviert wurde (Referenten waren Michael Tangl und Hans Delbrück). Seine Arbeit Die Besetzung der deutschen Bistümer unter der Regierung Kaiser Friedrichs II. (1212–1250) erhielt das Prädikat diligentiae et eruditionis specimen insigne. 1905 folgte bei Tangl und Dietrich Schäfer die Habilitation für Mittlere und Neuere Geschichte und Historische Hilfswissenschaften mit: Die Besetzung der deutschen Bistümer unter Kaiser Friedrich II.
1901 und 1902 war Krabbo Assistent am Seminar für Historische Geographie an der Berliner Universität. Ab 1905 war er in Berlin als Privatdozent für Historische Hilfswissenschaften tätig. 1913 erhielt er eine außerordentliche Professur (a. o.) an der Universität Leipzig. Beim Kriegsdienst im Ersten Weltkrieg erlitt er eine schwere Verwundung und geriet in Kriegsgefangenschaft. Nachdem er auf Tangls Anregung hin die Universitätslaufbahn eingeschlagen hatte, wechselte er aufgrund seiner Verwundung in den Archivdienst. Diese Entscheidung ging auf einen Vorschlag Paul Fridolin Kehrs, seit 1915 Generaldirektor des Geheimen Staatsarchivs Preußischer Kulturbesitz (GStA), zurück, der sich darum bemüht hatte, Krabbo für die archivarische Fachausbildung bei den Preußischen Archiven zu gewinnen. Im April 1918 ging er als Archivar an das GStA, in dem er später zum Staatsarchivrat befördert wurde. Nebenbei übte er seit 1923 eine Honorarprofessur in Berlin aus. Im September 1927 trat Hermann Krabbo in den Ruhestand.

### Forschung und Lehre
Hermann Krabbo wird der Tangl-Schule zugerechnet. Er blieb auch in Tangls Fußstapfen, nachdem er sich mit den Regesten der Askanischen Markgrafen Brandenburgs seinem Hauptwerk zugewandt und den von Tangl beeinflussten Themenkreis Papst- und Kaisertum verlassen hatte. So blieb er Tangl laut Annekatrin Schaller unter anderem insofern verbunden, als er die Historischen Hilfswissenschaften wie sein Lehrer weiterhin als Mittel zum Zweck betrachtete. Gleich Tangl sei er nicht auf große darstellende Werke aus gewesen, sondern legte seine Forschungsergebnisse in rund fünfzig Aufsätzen vor, die sich in der Regel einem jeweils eng begrenzten Thema zugewandt hätten, das akribisch und anschaulich anhand der Quellenanalyse bearbeitet worden sei. Noch 1922 stellte er die Bibliographie der Schriften Michael Tangls zusammen und veröffentlichte sie im Neuen Archiv der Gesellschaft für ältere deutsche Geschichtskunde.
Seine Universitätsvorlesungen behandelten aus dem Fächerkanon der Historischen Hilfswissenschaften Paläografie, Diplomatik, Siegelkunde, Heraldik, Archivkunde, Genealogie und Historische Geographie. Diese Fächer unterrichtete Krabbo auch am Geheimen Staatsarchiv. Hinzu kamen Vorlesungen an der Universität zur deutschen Geschichte im Mittelalter und Preußischen Territorialgeschichte. Er galt als ausgezeichneter Lehrer an der Universität wie auch bei der Archivarausbildung am Geheimen Staatsarchiv. Unter den zahlreichen Dissertationen, die Krabbo anregte, befanden sich beispielsweise Arbeiten von Hermann Bauer zu Die Überlieferung des Lehniner Archivs (1913) und von Waldemar Giese zu Die Mark Landsberg bis zu ihrem Übergang an die brandenburgischen Askanier im Jahr 1291. Einleitung. Kapitel I und II. (1918). Giese bedankte sich später ausdrücklich bei Krabbo, dem ich in erster Linie meine historische Ausbildung verdanke. Zu seinen Schülern zählten Hellmut Kretzschmar und Gottfried Wentz, der 1922 auf Vorschlag von Hermann Krabbo die Arbeit am Staatsarchiv aufnahm.

## Wirkung
Krabbos Hauptwerk von 1910, die Regesten der Markgrafen von Brandenburg aus askanischem Hause, ist auch heute noch eine viel benützte Quelle der Geschichtswissenschaft und wurde 1955 neu herausgegeben. Auch kleinere Forschungsergebnisse Krabbos wirken bis heute nach. So soll beispielsweise Wittenberge 1226 in einer Urkunde, die nur als Transsumpt in einer Originalurkunde des Markgrafen Friedrich d. J. von Brandenburg vom 15. Februar 1463 vorliegt, erstmals urkundlich erwähnt worden sein. In der besagten Urkunde verfügten die gemeinsam regierenden Markgrafen Johann und Otto von Brandenburg angeblich, dass niemand eine Schiffsfähre auf der Elbe zwischen der Stadt Werben (Elbe) und „Wittemberge“ unterhalten darf. Hermann Krabbo bezeichnete die Urkunde von 1226 bereits 1910 als Fälschung, was durch Forschungen im Landeshauptarchiv Sachsen-Anhalt im Januar 2006 bekräftigt wurde.

## Werke (Auswahl, chronologisch)
- Die Besetzung der deutschen Bistümer unter der Regierung Kaiser Friedrichs II. (1212–1250). Nachdr. [d. Ausg.] Berlin 1901, Kraus, Vaduz 1965.
- Ottos I. erste Versprechungen an Innozenz IV. In: Neues Archiv der Gesellschaft für ältere deutsche Geschichtskunde (NA) 27 (1902), S. 155–523.
- Bischof Virgil von Salzburg und seine kosmologischen Ideen. In: MIÖG 24 (1903), S. 1–28.
- Die brandenburgische Bischofswahl im Jahre 1221. In: Forschungen zur brandenburgischen und preußischen Geschichte (FBPG) 17 (1904), S. 1–20.
- Die habsburgischen und die premyslidischen Formularbücher aus der zweiten Hälfte des 13. Jahrhunderts als Quelle für die Geschichte der märkischen Askanier. In: Forschungen zur brandenburgischen und preußischen Geschichte (FBPG) 18 (1905), S. 123–145, 361 ff.
- Die ostdeutschen Bistümer, besonders ihre Besetzung, unter Kaiser Friedrich II. Nachdr. [d. Ausg.] Berlin 1906, Kraus, Vaduz 1965.
- Nordeuropa in der Vorstellung Adams von Bremen. In: Hanseatische Geschichtsblätter 36 (1909), S. 37–51.
- Regesten der Markgrafen von Brandenburg aus askanischem Hause. Selbstverlag d. Vereins f. Gesch. d. Mark Brandenburg, Leipzig, ab 1910 (Hermann Krabbo, Georg Winter, Berlin 1955).
- Deutsche Schrift und lateinische Schrift. In: Archiv für Schriftkunde I (1918), S. 3–16.
- Mittelalterliche Siegel der Stadt Havelberg. In: Der deutsche Herold 51 (1920), S. 55 f., 63 f. (siehe auch: Herold (Verein)).

- Bibliographie der Schriften Michael Tangls. In: Neues Archiv der Gesellschaft für ältere deutsche Geschichtskunde (NA) 44 (1922), S. 147–150.

- Johann von Gardelegen, der älteste kurbrandenburgische Archivar. In: Brandenburgia 29 (1924), S. 17 f.
- Der Übergang des Landes Stargard von Brandenburg auf Mecklenburg. In: Jahrbücher des Vereins für Mecklenburgische Geschichte und Altertumskunde 91 (1927) (Digitalisat).